# Olivier Dall'Oglio
Olivier Dall'Oglio (Alès, Departamento de Gard, Francia, 16 de mayo de 1964) es un exfutbolista y entrenador de fútbol francés. Actualmente está sin club.

## Carrera como jugador
En su época como futbolista, Dall'Oglio jugaba como defensa. Debutó a nivel profesional (Ligue 2) con el Olympique Alès en 1982. Tras siete años, se fue al RC Estrasburgo, donde jugaría durante tres años. Tras un breve paso por el Perpignan FC, recaló en el Stade Rennes en 1993, con el que llegó a jugar en la Ligue 1. Sin embargo, una lesión en el ligamento cruzado le obligó a retirarse en 1996, con 32 años.

## Carrera como entrenador
Inicios
Tras colgar las botas, Dall'Oglio comenzó a entrenar al equipo reserva del Olympique Alès. Al año siguiente, se incorporó al Nîmes Olympique, donde también trabajaría en la cantera del club. En mayo de 2006, consiguió obtener el título de entrenador profesional.
Troyes, Olympique Alès y selección de los Emiratos Árabes Unidos
Durante la primera mitad del año 2007, entrenó a los reservas del ES Troyes AC. En la temporada 2007-08, debutó como técnico profesional, dirigiendo al Olympique Alès. Abandonó la entidad en noviembre de 2008 y acto seguido se incorporó al cuerpo técnico de la selección de los Emiratos Árabes Unidos.
Asistente y entrenador del Dijon FCO
En 2010, volvió a su país para fichar por el Dijon FCO, en calidad de asistente de Patrice Carteron, con quien había coincidido en su etapa como jugador en el Stade Rennais. El 1 de junio de 2012, se convirtió en el primer entrenador del Dijon FCO, tras el descenso del equipo a la Ligue 2. En su primera campaña (2012-13), el equipo borgoñón terminó 7.º, quedándose a 10 puntos del ascenso; y en la segunda, estuvo más cerca de las primeras posiciones pero tampoco pudo alcanzarlas (6.º a 7 puntos del 3.º). En el curso 2014-15 acabó 4.º, a solo 3 puntos del 3.º; y finalmente, en la campaña 2015-16, logró regresar a la Ligue 1 como subcampeón de la categoría de plata. En la Ligue 1 2016-17, logró la permanencia en la élite para el elenco borgoñón; por lo que técnico y club renovaron su contrato. En la temporada siguiente, se volvió a conseguir la salvación (11.º, 48 puntos), y el Dijon FCO volvió a ampliar el contrato de Dall'Oglio. Sin embargo, el 31 de diciembre de 2018, tras ganar un solo partido de los últimos 15 y finalizar la primera vuelta de la Ligue 1 en 18.ª posición, el club anunció que Dall'Oglio había dejado de ser su entrenador.
Stade Brestois 29
El 31 de mayo de 2019, fue confirmado como nuevo técnico del recién ascendido Stade Brestois 29, con el que logró la permanencia en la Ligue 1 en sus dos años al frente del conjunto bretón.
Montpellier HSC
El 1 de junio de 2021, se anunció su marcha del Stade Brestois 29 para dirigir al Montpellier Hérault Sport Club la próxima temporada. Pese a que logró la permanencia sin problemas en su primer curso, acabó siendo cesado el 17 de octubre de 2022, después de una racha de tres derrotas consecutivas y habiendo sumado sólo 3 puntos de los últimos 18 posibles, si bien el equipo todavía ocupaba la 11.ª posición de la clasificación.
AS Saint-Étienne
El 12 de diciembre de 2023, fue presentado como nuevo entrenador del AS Saint-Étienne.En junio de 2024, obtuvo el ascenso a la Ligue 1 luego de vencer al FC Metz en la eliminatoria de promoción por 4-3 en el global.El 14 de diciembre de 2024, fue despedido de su cargo después de una serie de malos resultados.

## Clubes

### Como jugador
| Club           | País    | Año       | Partidos | Goles |
| -------------- | ------- | --------- | -------- | ----- |
| Olympique Alès | Francia | 1982-1989 | 212      | 4     |
| RC Estrasburgo | Francia | 1989-1992 | 81       | 0     |
| Perpignan FC   | Francia | 1992-1993 | 32       | 1     |
| Stade Rennes   | Francia | 1993-1996 | 54       | 0     |

### Como entrenador
| Club                   | País    | Año       | PJ          | PG          | PE          | PP          | Efectividad |
| ---------------------- | ------- | --------- | ----------- | ----------- | ----------- | ----------- | ----------- |
| ES Troyes AC (Cantera) | Francia | 2007      | Desconocido | Desconocido | Desconocido | Desconocido | Desconocido |
| Olympique Alès         | Francia | 2007-2008 | 32          | 17          | 8           | 7           | 61.46%      |
| Dijon FCO              | Francia | 2012-2018 | 273         | 101         | 80          | 92          | 46.77%      |
| Stade Brestois 29      | Francia | 2019-2021 | 72          | 21          | 19          | 32          | 37.97%      |
| Montpellier HSC        | Francia | 2021-2022 | 52          | 18          | 8           | 26          | 39.75%      |
| AS Saint-Étienne       | Francia | 2023-2024 | 39          | 18          | 7           | 14          | 52.13%      |
| Total                  | Total   | Total     | 468         | 175         | 122         | 171         | 46.08%      |